# ستاره تاریک (ماده تاریک)

اجزا تشکیل دهنده جهان

ستاره تاریک نوعی ستاره است که در اوایل کیهان؛ پیش از شکل‌گیری و رشد ستارگان معمولی، ممکن است که وجود داشته باشد. این گونه از ستارگان می‌توانند عمدتاً از ماده معمولی تشکیل شده‌باشند، مانند ستارگان مدرن، اما با غلظت بالایی از ماده تاریک نیوترالینو موجود در آنها، که از طریق واکنش‌های نابودی بین ذرات ماده تاریک، ایجاد گرما می‌کند. این گرما از فروپاشی چنین ستارگانی به اندازه‌های نسبتاً فشرده و متراکم ستارگان مدرن جلوگیری می‌کند و بنابراین از شروع همجوشی هسته‌ای در میان اتم‌های مواد «عادی» جلوگیری می‌شود.
بر اساس این مدل، پیش‌بینی می‌شود که یک ستاره تاریک ابر عظیمی از هیدروژن و هلیوم مولکولی باشد که قطری بین ۴ تا ۲۰۰۰ واحد نجومی دارد و دمای سطح و درخشندگی آن به اندازه‌ای کم است که تابش ساطع شده با چشم غیرمسلح نامرئی است.
در صورت بعیدی که ستارگان تاریک تا عصر مدرن دوام آورده‌باشند، می‌توان آن‌ها را با گسیل‌های پرتوهای گاما، نوترینوها و پادماده آنها تشخیص داد. همچنین با ابرهایی از گاز مولکولی هیدروژن سرد که معمولاً اینچنین پرانرژی و شدید نیستند، مرتبط می‌شوند٬ و نیز با ذرات نادر